# Ted Allan
Ted Allan (* 26. Januar 1916 in Montreal, Québec; † 29. Juni 1995 in Toronto, Ontario) war ein kanadischer Buch- und Drehbuchautor.

## Leben
Allan war als Buch- und Drehbuchautor tätig, verfasste Kinderbücher und schrieb Theaterstücke und Kurzgeschichten. Sein bekanntestes Werk ist die, gemeinsam mit Sydney Gordon (1915–1984) geschriebene Biografie Arzt auf drei Kontinenten über den Arzt Norman Bethune (1890–1939). 1990 entstand auf dessen Grundlage der Film Bethune – Arzt und Held, Allan selbst verfasste auch das Drehbuch. 1939 verfasste er mit This Time a Better Earth einen Roman über den Spanischen Bürgerkrieg. Allan verarbeitete darin seine eigenen Kriegserlebnisse, die er als Soldat der Internationalem Brigaden erlebte. Außerdem war er als Autor für das britische und kanadische Fernsehen und Radio tätig und verfasste hierfür mehrere Hundert Skripte.
Ab 1954 trat Allan auch als Drehbuchautor in Erscheinung. Er war bis in die 1960er Jahre hinein vornehmlich für das Fernsehen tätig. Sein Drehbuch zum Film Geliebte Lügen brachte ihm 1976 eine Nominierung für den Oscar in der Kategorie Bestes Originaldrehbuch ein.
Der 1984 veröffentlichte Roman Love Is a Long Shot brachte ihm den Stephen Leacock-Award for Humour ein.
Allan verstarb im Alter von 79 Jahren im Toronto General Hospital. Er wurde von zwei Kindern überlebt.
2002 entstand über ihn die Dokumentation Ted Allan: Minstrel Boy of the Twentieth Century.

## Filmografie (Auswahl)
- 1969: Oh! What a Lovely War
- 1975: Geliebte Lügen (Lies My Father Told Me)
- 1980: Zwei Gauner in der Wüste (It Rained All Night the Day I Left)
- 1980: Midlife Crisis (Falling in Love Again)
- 1984: Love Streams
- 1990: Bethune – Arzt und Held (Bethune: The Making of a Hero)

## Werke (Auswahl)
- This Time a Better Earth, 1939.
- Arzt auf drei Kontinenten (Originaltitel: The Scalpel, the Sword. The Story of Doctor Norman Bethune, gemeinsam mit Sydney Gordon, 1952), Berlin 1954.
- Love Is a Long Shot, 1984.